# Grubenfeuer (Spirituose)
Grubenfeuer ist ein würziger Kräuterschnaps mit 60 % Vol. Alkoholgehalt, hergestellt aus verschiedenen Kräutern und Früchten.

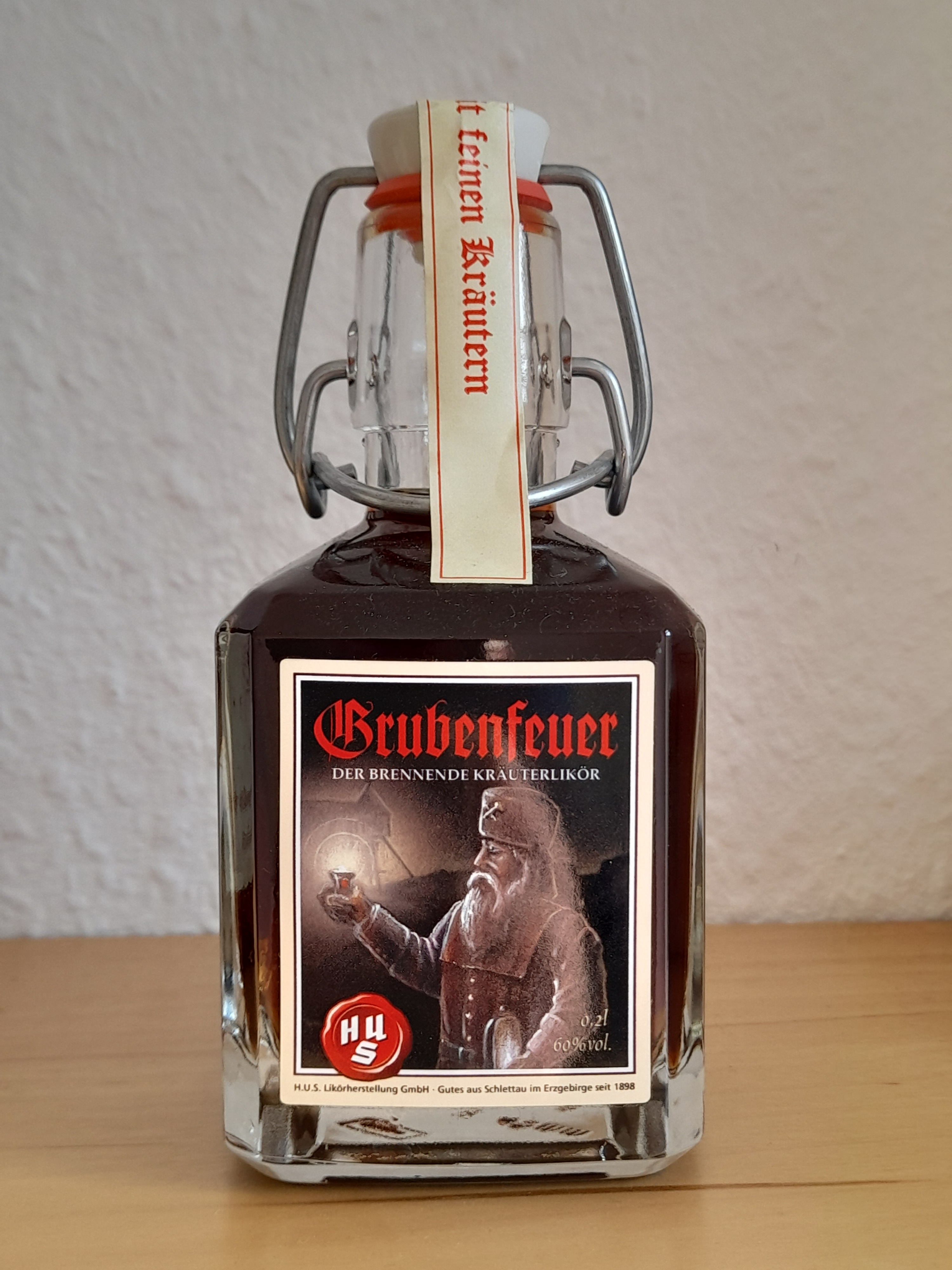
Grubenfeuer (Kräuterschnaps aus Schlettau)

Das Getränk wird alleinig in Schlettau im Erzgebirge erzeugt und ist deshalb außerhalb Sachsens kaum bekannt.
Der Zuckergehalt und die Tatsache, dass das Gebräu brennend (also warm) serviert wird, überdecken den hohen Alkoholgehalt.
Dadurch ist es auch für Leute, die keine Schnapsliebhaber sind, durchaus schmackhaft.
Grubenfeuer wird in der Regel in kleinen, tönernen Brennpfännchen serviert, angezündet und bei gewünschter Temperatur wieder gelöscht.